# Њу Парис (Индијана)
Њу Парис (енгл. New Paris) насељено је место без административног статуса у америчкој савезној држави Индијана.

## Демографија
По попису из 2010. године број становника је 1.494, што је 488 (48,5%) становника више него 2000. године.
| Група             | 2000.       | 2010.         |
| Белци             | 976 (97,0%) | 1.437 (96,2%) |
| Афроамериканци    | 0 (0,0%)    | 1 (0,1%)      |
| Азијати           | 0 (0,0%)    | 1 (0,1%)      |
| Хиспаноамериканци | 20 (2,0%)   | 48 (3,2%)     |
| Укупно            | 1.006       | 1.494         |